# J'y crois encore
Pour plus de détails, voir Fiche technique et Distribution.
J'y crois encore (I Still Believe) est un film biographique américain réalisé par Andrew et Jon Erwin, sorti en 2020. Il s’agit de l’adaptation de la vie du chanteur de rock chrétien évangélique Jeremy Camp et de sa femme Melissa Lynn Henning-Camp dont le cancer de l'ovaire a été diagnostiqué avant leur mariage.

## Synopsis
À Lafayette, Indiana, en septembre 1999, Jeremy Camp (K.J. Apa) part pour le Calvary Chapel College à Murrieta, en Californie. Le soir de son arrivée, il se rend à un concert du groupe chrétien canadien, The Kry (en), où il rencontre le chanteur principal, Jean-Luc LaJoie (Nathan Dean Parsons), et lui demande des conseils musicaux. Après le concert, Jeremy rencontre Melissa Henning (Britt Robertson), une camarade de classe de son école et amie de Jean-Luc. Jeremy et Melissa apprennent à se connaître et commencent rapidement à sortir ensemble. Melissa met fin à sa relation avec Jeremy.
Jeremy retourne dans sa famille dans l'Indiana pour les vacances de Noël. Quelques jours après Noël, Jeremy reçoit un appel de Jean-Luc, lui disant que Melissa est malade, et lui demande de revenir en Californie.

## Fiche technique
Sauf indication contraire, les informations mentionnées dans cette section peuvent être confirmées par la base de données cinématographiques IMDb,  présente dans la section « Liens externes ».
- Titre original : I Still Believe
- Titre français : J'y crois encore[2]
- Réalisation : Andrew et Jon Erwin
- Scénario : Jon Erwin et Jon Gunn, d’après les mémoires de Jeremy Camp et Melissa Lynn Henning-Camp[1]
- Musique : John Debney
- Direction artistique : Michelle Sink Langford
- Décors : Joseph T. Garrity
- Costumes : Anna Redmon
- Photographie : Kristopher Kimlin
- Montage : Parker Adams
- Production : Kevin Downes
- Société de production : Kingdom Story Company [3]
- Sociétés de distribution : Lionsgate (États-Unis) ; Saje Distribution[2] (France)
- Pays d’origine :  États-Unis
- Langue originale : anglais
- Format : couleur
- Genres : biographie, drame
- Dates de sortie[4] :
  - États-Unis : 7 mars 2020 (avant-première mondiale à ArcLight Hollywood)[5] ; 13 mars 2020 (sortie nationale)
  - Québec[6] : 20 mars 2020
  - France : 26 juin 2020 en VOD[2], 10 août 2020 en DVD
  - Classification :
    - États-Unis : PG-13 (les enfants de moins de 13 ans doivent être accompagnées d'un adulte)
    - France : Tout public lors de sa sortie en VOD

## Distribution
- K. J. Apa (VFB : Maxime van Santfoort) : Jeremy Camp
- Britt Robertson (VFB : Audrey d'Hulstère) : Melissa Lynn Henning-Camp
- Nathan Parsons (VFB : Pierre Lognay) : Jean-Luc La Joie (en), l'ami de Jeremy et Melissa
- Gary Sinise (VFB : Franck Dacquin) : Tom Camp, le père de Jeremy
- Shania Twain (VFB : Manuela Servais) : Terry Camp, la mère de Jeremy
- Melissa Roxburgh (VFB : Claire Tefnin) : Heather Henning, la sœur de Melissa
- Tanya Christiansen (VFB : Colette Sodoyez) : Janette Henning, la mère de Melissa
- Terry Serpico (VFB : Olivier Bony) : Mark Henning, le père de Melissa
- Abigail Cowen (VFB : Séverine Cayron) : Adrienne Liesching-Camp (en), la seconde femme de Jeremy
- Cameron Arnett (VFB : Jean-Michel Vovk) : Dr Furst
- Reuben Dodd (VFB : Esteban Oertli) : Josh Camp, frère de Jeremy
- Nicolas Bechtel (VFB : Déborah Rouach) : Jared Camp, frère de Jeremy

## Production

### Développement
Après le succès de leur film La Voix du pardon (I Can Only Imagine) en 2018, les frères Erwin et Lionsgate signent leur premier projet du film I Still Believe. Le film est produit pour la première fois par Kingdom Studios, une société de production fondée par les frères Erwin, Kevin Downes et Tony Young.
Jeremy Camp est activement impliqué dans la production du film.

### Attribution des rôles
En avril 2019 au Comic-Con, K.J. Apa est engagé à interpréter le rôle principal Jeremy Camp et Gary Sinise dans le rôle de son père. Dans le même mois, Britt Robertson est choisie pour jouer Melissa Camp — la femme de Jeremy Camp, ainsi que Shania Twain en tant que la mère de Jeremy, Melissa Roxburgh, la sœur de Melissa et Nathan Dean Parsons en tant que Jean-Luc Lajoie, chanteur du groupe The Kry (en), un ami commun.

### Tournage
Le tournage débute en mai 2019 à Mobile en Alabama,, où il a été entièrement filmé.

### Musique
Le compositeur John Debney est embauché pour écrire la partition du film. Le 6 mars 2020, la bande originale du film est publiée numériquement par Capitol Records et comprend la partition de John Debney, les interprétations d'K.J. Apa des chansons de Jeremy Camp I Still Believe (en), Walk by Faith (en), This Man (en), Right Here (en), My Desire et Find Me in the River, ainsi que de nouvelles versions de I Still Believe (en) et Walk by Faith (en) interprétées par Jeremy Camp.
| 1.  | I Still Believe (en) (performed by K.J. Apa; written by Jeremy Camp)               | 3:42 |
| 2.  | Jeremy Says Goodbye (written by Debney)                                            | 4:05 |
| 3.  | This Man (en) (performed by KJ Apa; written by Jeremy Camp)                        | 3:09 |
| 4.  | Take My Hand (performed by David Leonard written by Jean-Luc Lajoie & Yves Lajoie) | 4:20 |
| 5.  | Find Me in the River (performed by KJ Apa and JJ Heller)                           | 3:03 |
| 6.  | Some Stars Shine Brighter Than Others (written by Debney)                          | 3:12 |
| 7.  | My Desire (performed by KJ Apa; written by Jeremy Camp)                            | 3:19 |
| 8.  | Dwelling Places (Dialog) (dialog by cast of I Still Believe)                       | 0:59 |
| 9.  | Right Here (en) (performed by KJ Apa; written by Jeremy Camp)                      | 3:29 |
| 10. | Melissa Loves Jeremy (written by Debney)                                           | 2:07 |
| 11. | You Call I'll Answer (performed by David Leonard)                                  | 4:03 |
| 12. | Walk By Faith (Dialog) (dialog by cast of I Still Believe)                         | 2:35 |
| 13. | Ancient Stories Still Relevant (written by Debney)                                 | 4:44 |
| 14. | Hey, What's Your Name Again? (written by Debney)                                   | 3:21 |
| 15. | Walk by Faith (en) (2020 Version) (written and performed by Jeremy Camp)           | 3:41 |
| 16. | I Still Believe (2020 Version) (written and performed by Jeremy Camp)              | 4:31 |
| 17. | I Can't Save Myself (Bonus Track) (performed by Adrienne Liesching-Camp (en))      | 3:12 |

## Accueil

### Critiques
Sur Metacritic, le film a obtenu une moyenne de 41 sur 100 de la presse .
Sur Rotten Tomatoes, le film a obtenu une moyenne de 49% de la presse et de 98% de l’audience.

### Box-office
Le film récolte 16,3 millions de dollars au box-office mondial pour un budget de 12 millions de dollars. En raison de la fermeture des salles de cinéma liée au coronavirus, le film est disponible en vidéo à la demande deux semaines après sa sortie aux États-Unis et, directement, le 26 juin 2020 en France.

## Récompense
| Année | Prix       | Catégorie                 | Intitulé        | Résultat |
| ----- | ---------- | ------------------------- | --------------- | -------- |
| 2020  | Dove Award | Film inspirant de l'année | I Still Believe | Lauréat  |